# Похищение (мультфильм)
«Похище́ние» (англ. Lifted) — американский короткометражный мультфильм студии Pixar, созданный в 2006 году. Это дебютная работа Гэри Райдстрома, семикратного обладателя премии «Оскар». 23 января 2007 года мультфильм был номинирован на премию «Оскар» в категории «Лучший анимационный короткометражный фильм».
Впервые был показан 28 июня 2007 года аперитивом к полнометражному мультфильму «Рататуй». Ограниченный показ проводился раньше — на 42-м Чикагском международном кинофестивале.

## Сюжет

Стю перед пультом с переключателями

Стю (англ. Stu), молодой инопланетянин, сдаёт экзамен по похищению людей. Он должен похитить спящего фермера Эрни из своей постели. За его действиями пристально следит его инструктор мистер Би (англ. Mr. B). Перед Стю расположен пульт с огромным количеством переключателей, управляющих подъёмным лучом. Не зная, какой переключатель нажать, Стю раз за разом попадает спящим фермером по стенам его дома, промахиваясь мимо окна. Каждую ошибку инструктор записывает в свой блокнот. Стю неожиданно приходит в отчаяние и начинает барабанить по переключателям, заставляя фермера врезаться во все углы в его доме. Наконец Стю удаётся попасть фермером в окно, и он, торжествующе смотря на инструктора, начинает подъём фермера к летающей тарелке. Спящий фермер почти достигает тарелки, но Стю, думая, что дело сделано, и не дождавшись закрытия люка, отпускает управляющий переключатель. Луч выключается, и фермер со свистом падает вниз. За несколько сантиметров до поверхности он останавливается — положение спасает мистер Би. Он отстраняет своего ученика от пульта и показывает ему мастер-класс по похищению людей, наводя порядок в доме фермера и возвращая хозяина в постель.
Стю огорчается, а мистер Би, желая его утешить уступает ему управление летающей тарелкой. Однако и здесь Стю оплошал — он роняет тарелку прямо на дом спящего фермера, оставив от него вмятину с кроватью ничего не подозревающего фермера посередине. В конце концов инопланетяне удаляются восвояси.
Фильм заканчивается и при показе титров слышен звук будильника и просыпающегося фермера, который спросонья с криком срывается с кровати вниз во вмятину.